# بيرت فان سبرانغ
بيرت فان سبرانغ (بالهولندية: Bert van Sprang)‏ (و. 1944 – 2015 م) هو عالم فلك من مملكة هولندا .
توفي عن عمر يناهز 71 عاماً.